# 乌尔夫·桑德斯特伦
乌尔夫·桑德斯特伦（瑞典語：Ulf Sandström，1967年4月24日—），瑞典男子冰球运动员，1986年开始职业生涯。他曾代表瑞典参加1988年冬季奥林匹克运动会冰球比赛，获得一枚铜牌。